# Сенситивная атаксия
Сенситивная атаксия — специфическое нарушение походки и координации движений.
Возникает при нарушении мышечно-суставной чувствительности, которое может возникать при поражении:
- задних столбов спинного мозга;
- спинальных нервов;
- таламуса;
- периферических нервов (полинейропатии).
- фуникулярный миелоз, развивающийся вследствие дефицита витамина B12.

Больной при выраженной атаксии не в состоянии застегнуть пуговицы, поднести стакан с водой ко рту, выполнить пальце-носовую или пяточно-коленную пробу. Снижается тонус мышц сгибателей и разгибателей. Происходит снижение глубоких рефлексов на нижних конечностях (особенно при поражении задних канатиков в результате фуникулярного миелоза и сифилитическом поражении). Поза Ромберга неустойчивая, особенно при закрытых глазах. При поражении вышеуказанных образований человек перестаёт ощущать опору. При ходьбе человек смотрит себе под ноги, тем самым осуществляя зрительный контроль за движениями. При отсутствии зрительного контроля или в темноте человек не ощущает своих движений. Походка становится «штампованной» — шагая, больной каждый раз резко и с силой опускает ногу, чтобы быть уверенным в том, что стопа на твёрдой поверхности.